# 罗伯特·什韦赫拉
罗伯特·什韦赫拉（1969年1月2日—），斯洛伐克男子冰球运动员。他曾代表捷克斯洛伐克、斯洛伐克参加1992年、1994年和1998年冬季奥林匹克运动会冰球比赛，其中1992年冬季奥运会获得一枚铜牌。

## 职业生涯
罗伯特·什韦赫拉在 1992 年 NHL 选秀中以第 78 顺位被卡尔加里火焰队选中，但在转会到佛罗里达黑豹队之前，他没有为他们打过一场比赛。Švehla 在黑豹队打了 8 个赛季，然后转会到多伦多枫叶队度过他的最后一个赛季。Švehla 职业生涯参加了 655 场 NHL 比赛，打进 68 球和 267 次助攻，得到 335 分。他最好的进攻赛季是 1995-96 赛季，当时他的助攻 （49） 和得分 （57） 创下了职业生涯新高。